# Ferrari (azienda)
La FERRARI è una divisione, con sede a Abbiategrasso (MI), del Gruppo italiano BCS, specializzata nella progettazione e produzione di trattori, motocoltivatori e motofalciatrici.

## Storia

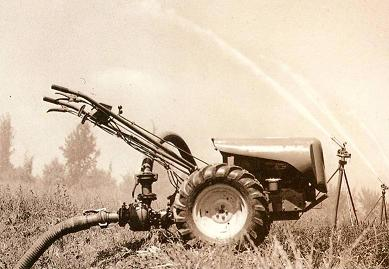
La prima macchina agricola prodotta dalla Ferrari, il motocoltivatore MC57.

La FERRARI di Luzzara (RE) è uno dei marchi storici nel campo della meccanizzazione agricola. Nata nel 1954 come "Officine meccaniche Ferrari S.p.A.", nel periodo della ricostruzione e della meccanizzazione del paese, è stata una delle aziende più intraprendenti del settore delle macchine destinate all'agricoltura.
Dopo una prima fase iniziale dedicata alla costruzione di trafile per la produzione di tubi di irrigazione, la FERRARI presentò nel 1957 la sua prima macchina agricola, il motocoltivatore che porta il nome della data di nascita: MC57; il suo successo durerà fino al 1965, anno del lancio del primo trattorino snodato MT65.
FERRARI è già in quegli anni azienda ad alto contenuto tecnologico. La gamma di prodotti si arricchisce in seguito con motofalciatrici e motoagricole per un vasto campo d'impiego.
Sul finire degli anni '60 si affaccia sui mercati esteri e dal 1972 ha una consociata in Francia.
Nel 1988 la FERRARI entra a far parte del Gruppo multinazionale BCS come grande realtà già affermata.
Oggi FERRARI ha una produzione differenziata che spazia dalle macchine hobbistiche da manutenzione ai trattori professionali per agricolture di nicchia.

## Fotogallery storica

Uno dei primi motocoltivatori modello MC 58
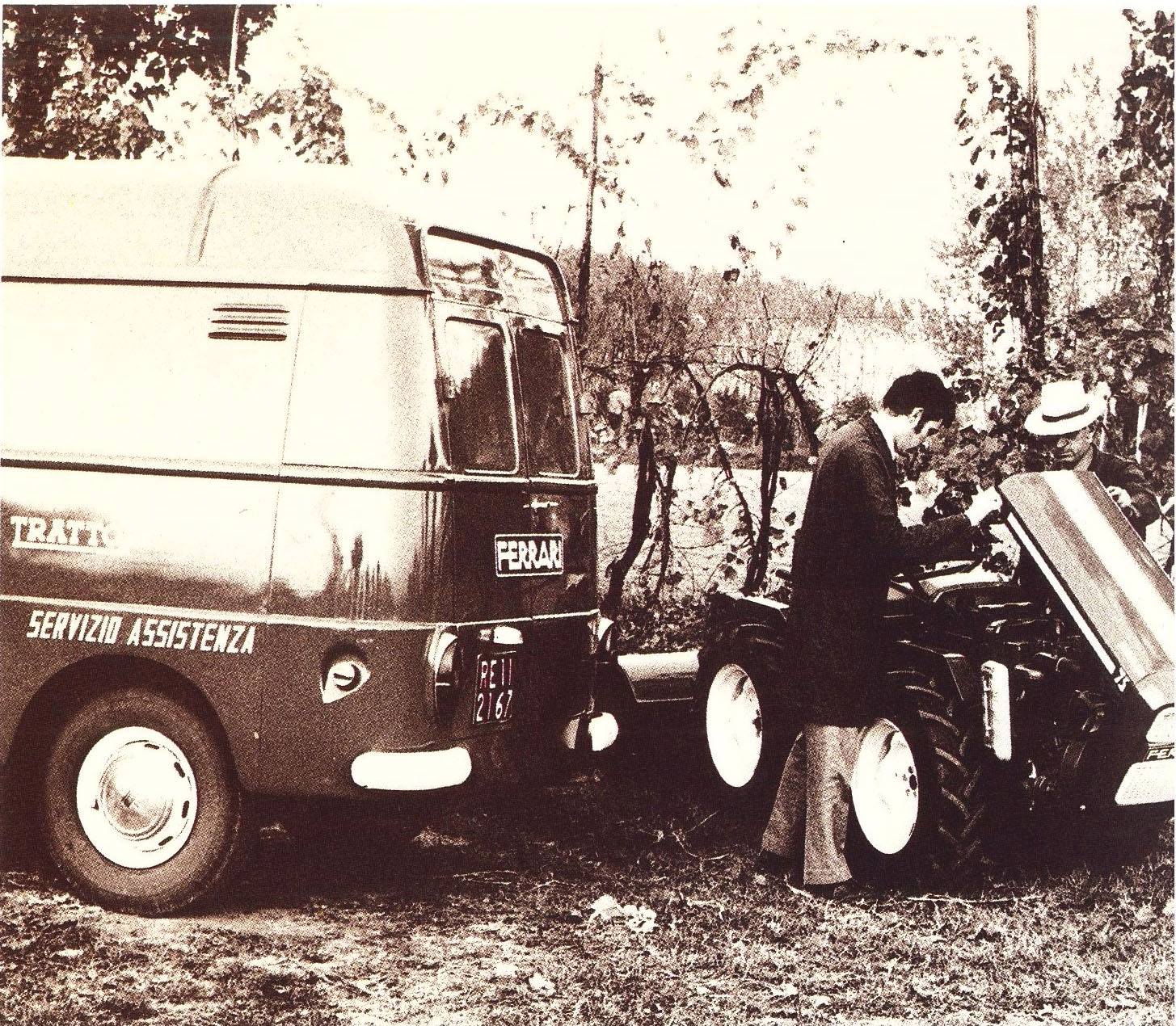
Assistenza FERRARI sul campo.
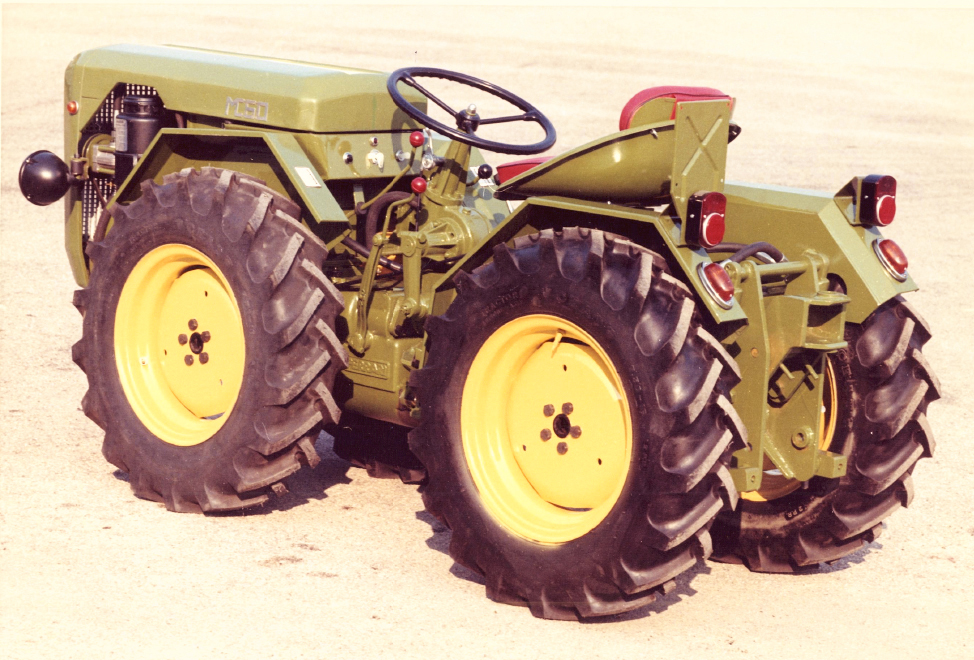
MC60 RT il primo trattore derivato da un motocoltivatore.
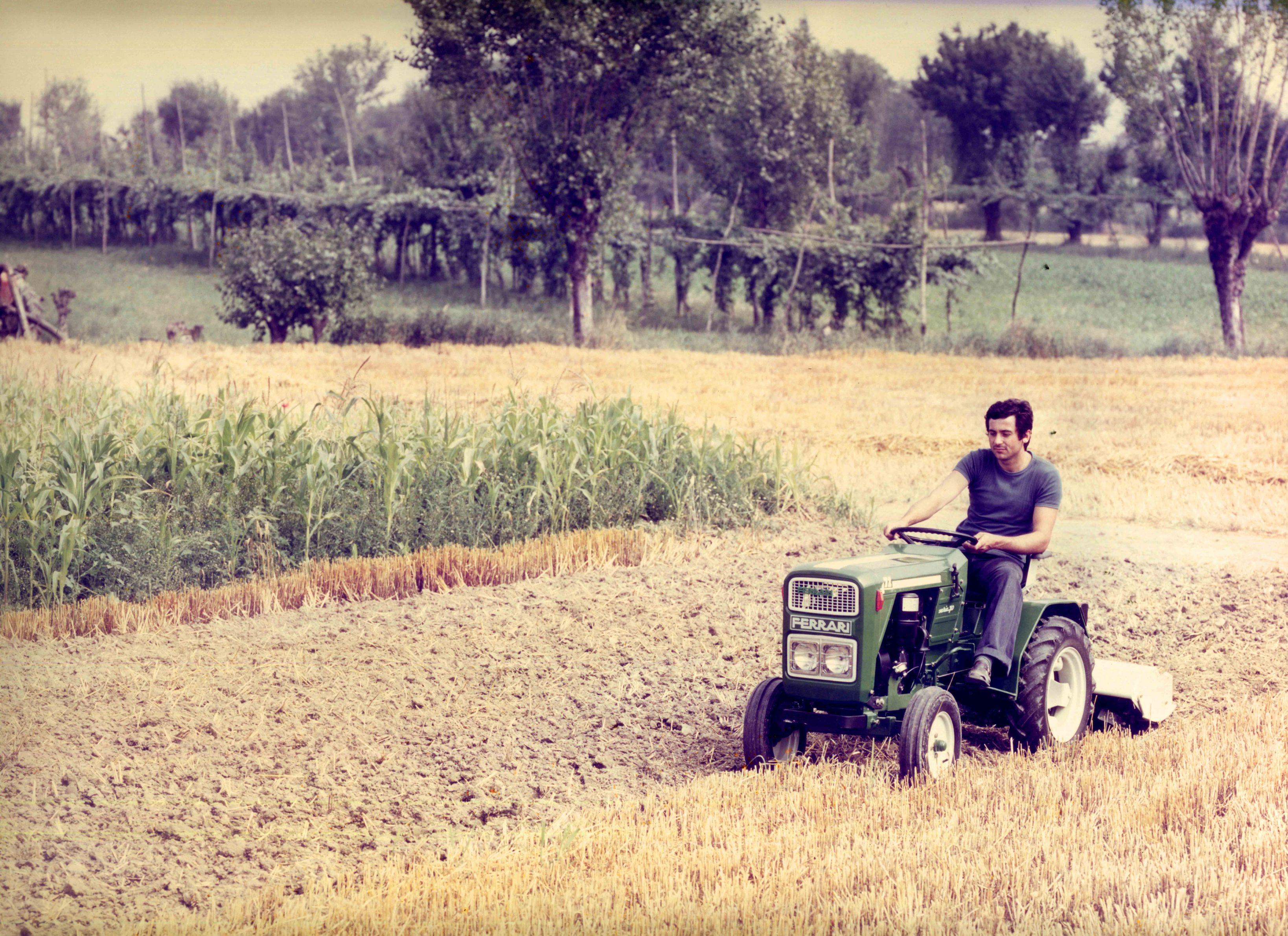
Modello T72 (anno 1975)
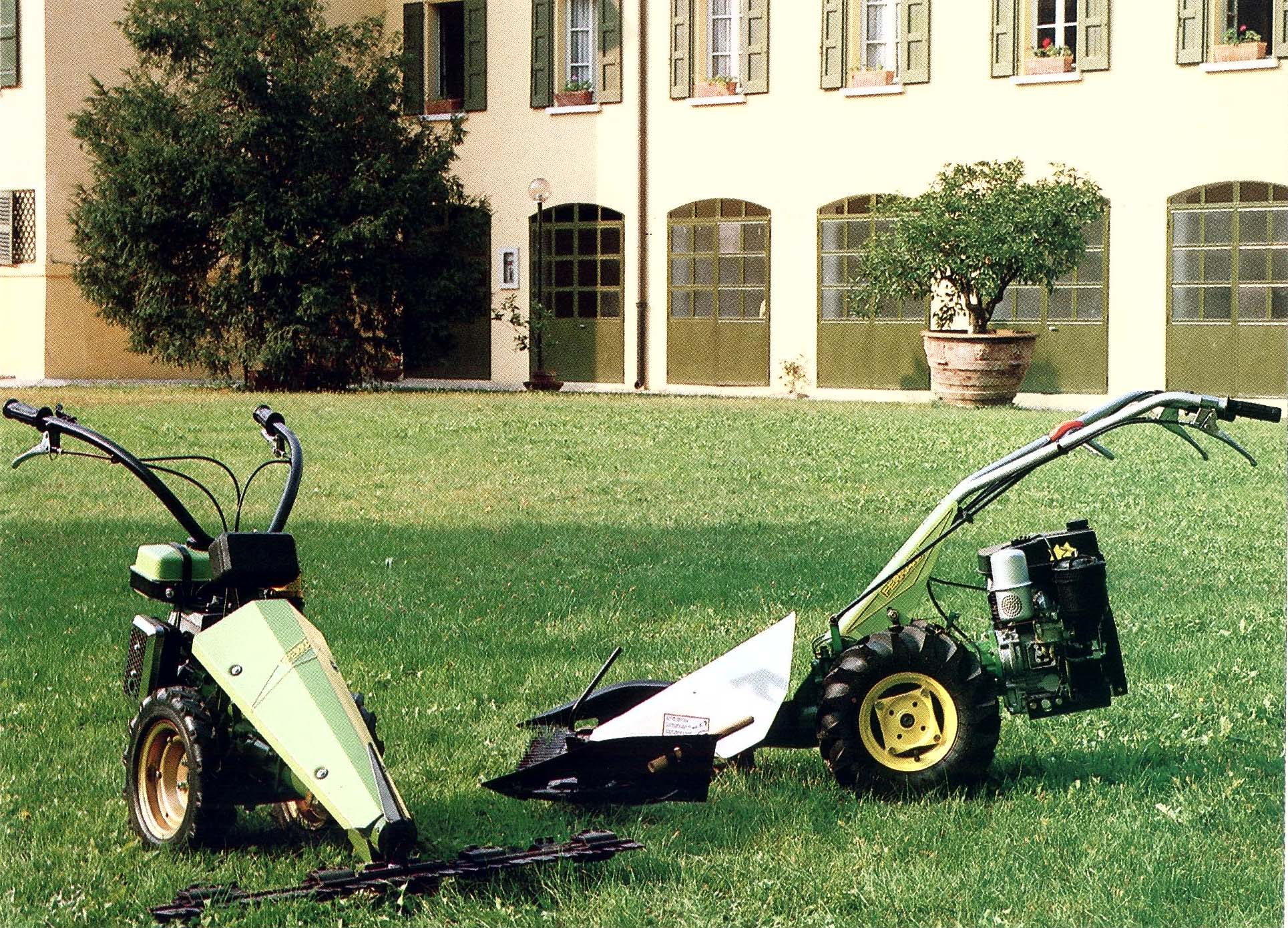
Motofalciatrici (anni '80)
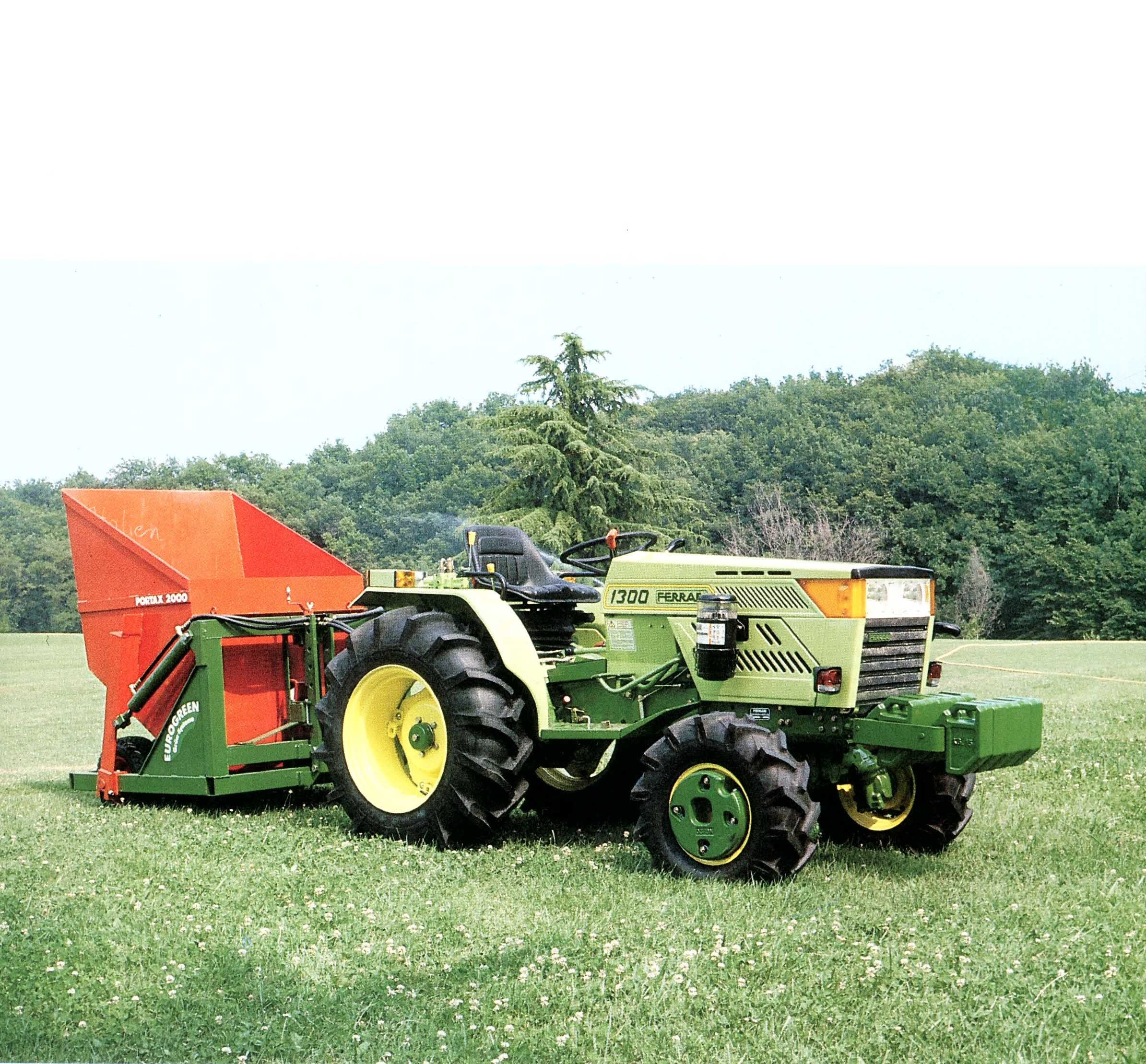
Trattore Program 1300.

## Produzione odierna
- Motofalciatrici
- Motocoltivatori
- Trattori isodiametrici (Cromo, Cobram, Thor, Vega)
- Trattori convenzionali (Raptor, Vega SDT)

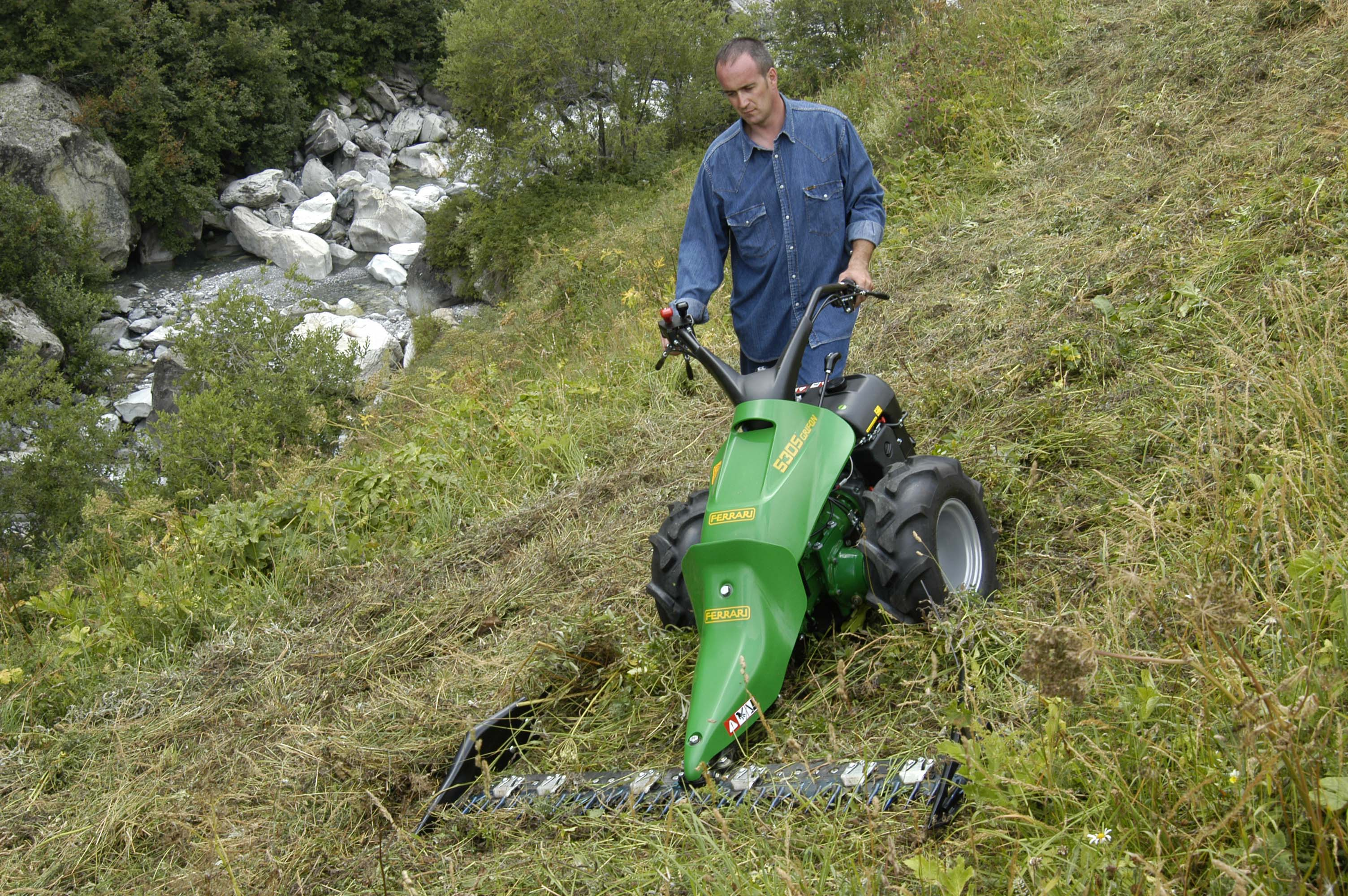
Motofalciatrici serie Grifon.
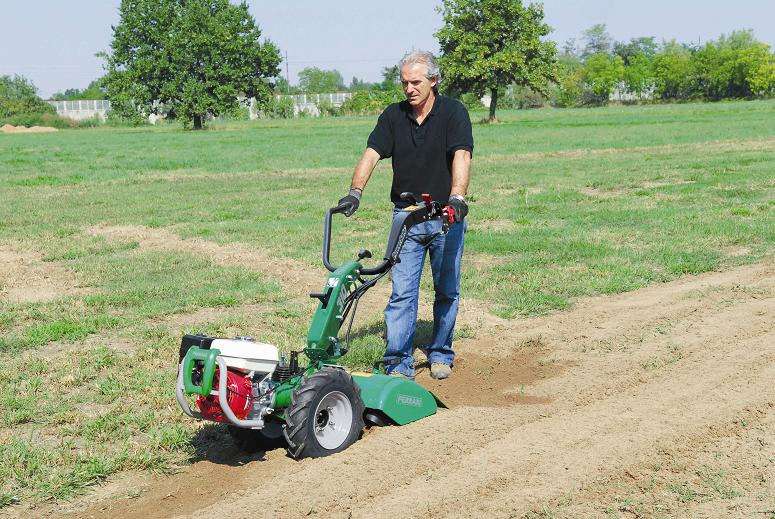
Motocoltivatori PowerSafe.
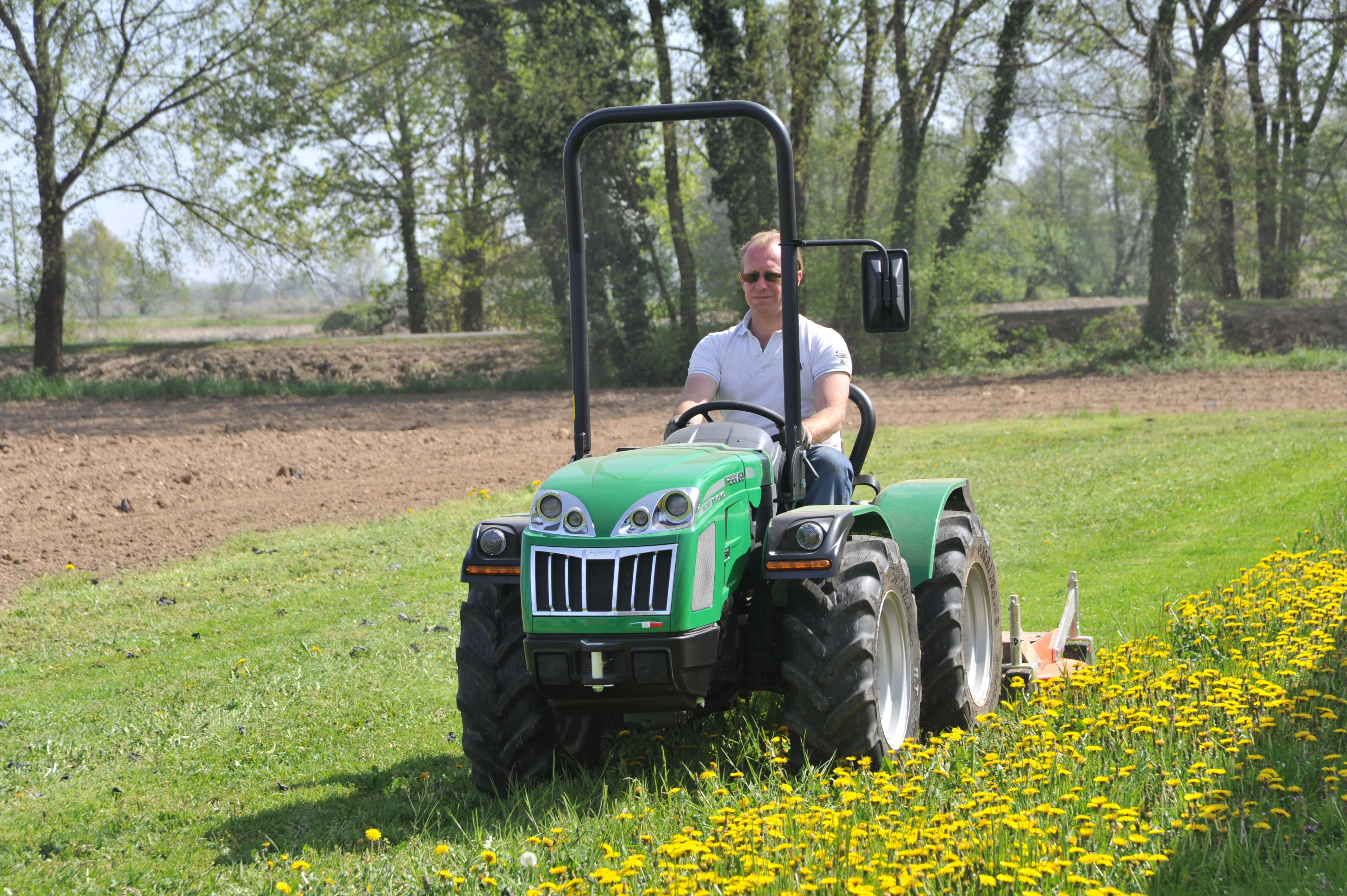
Cromo.
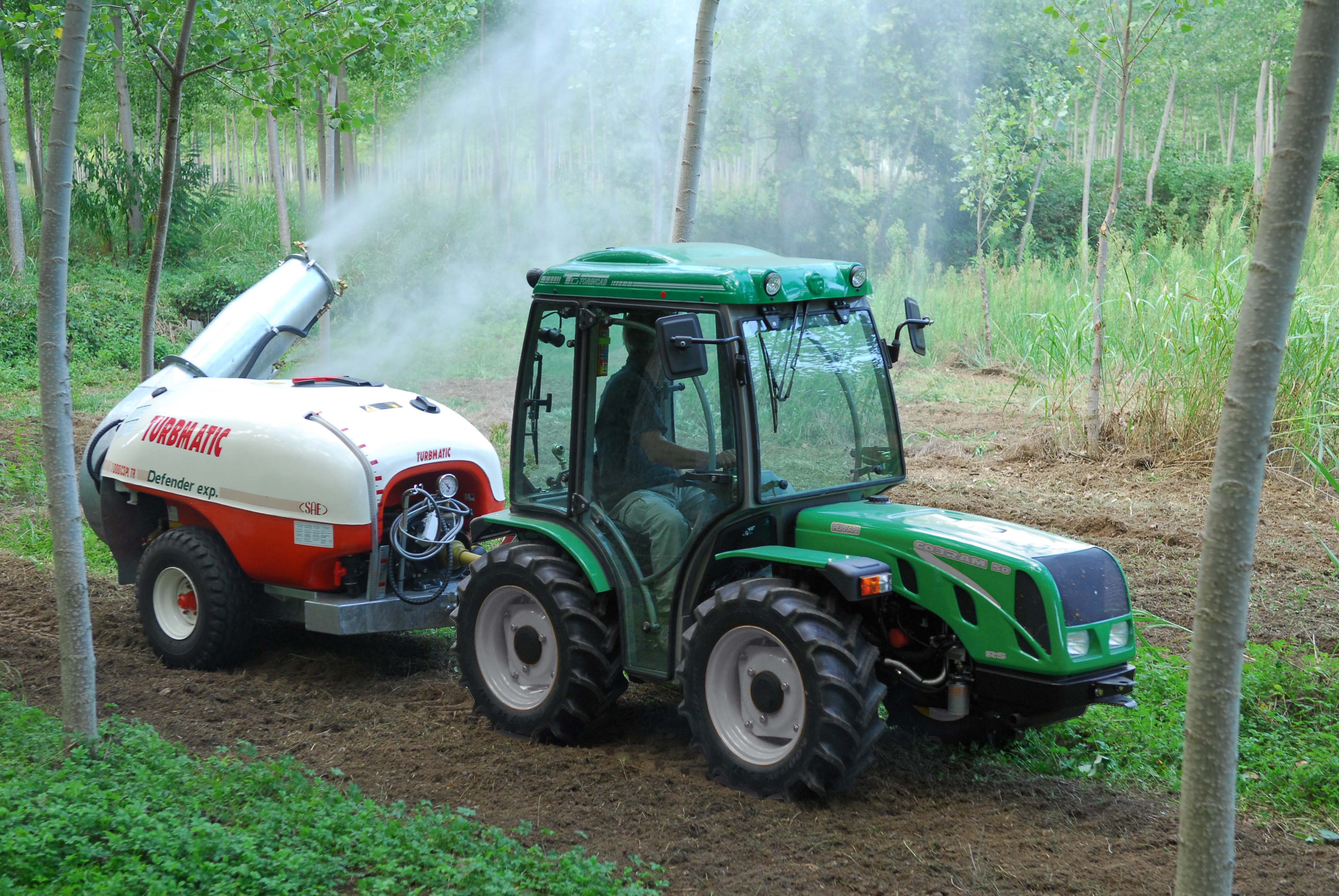
Cobram 50.
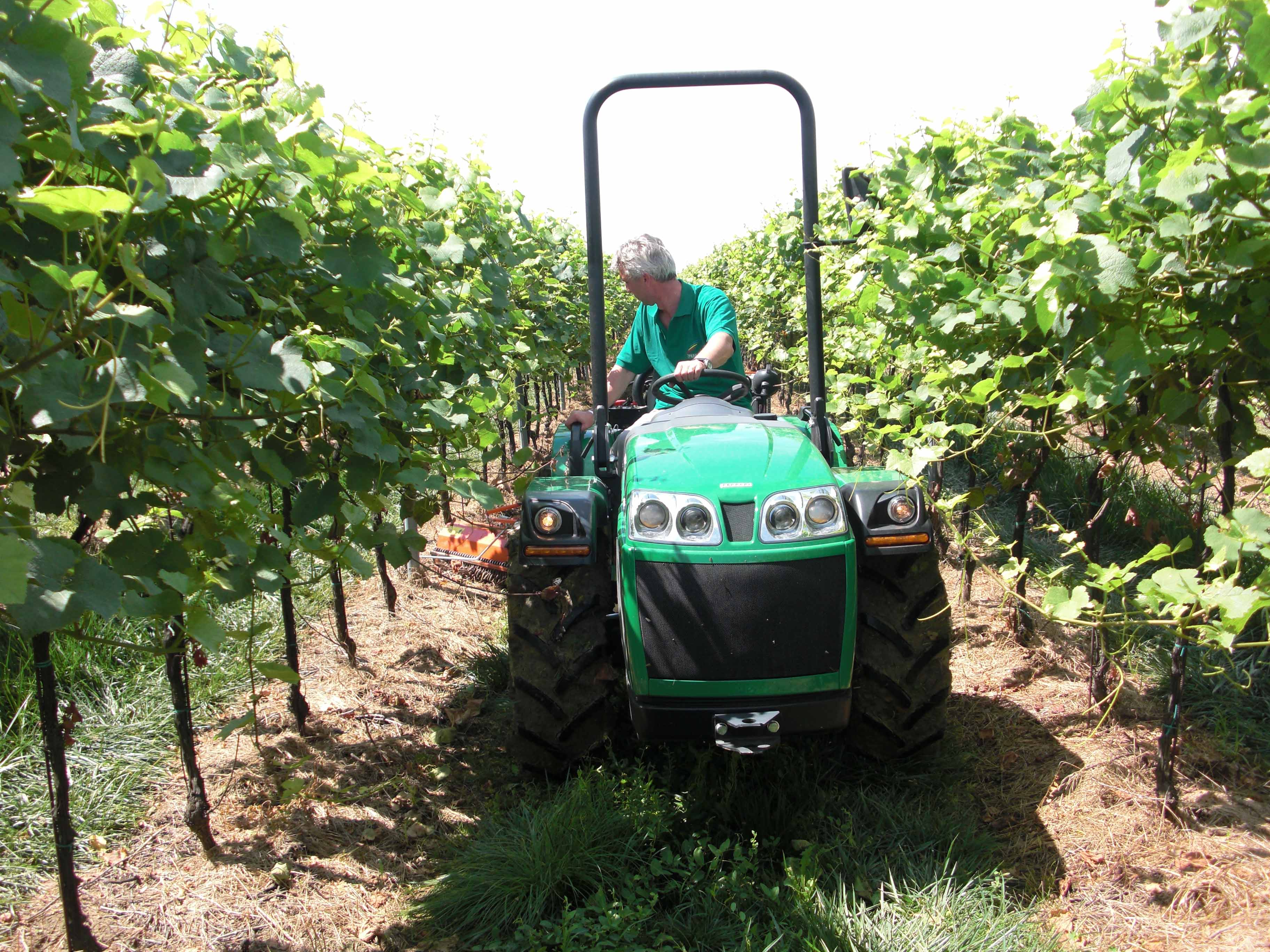
Cobram.
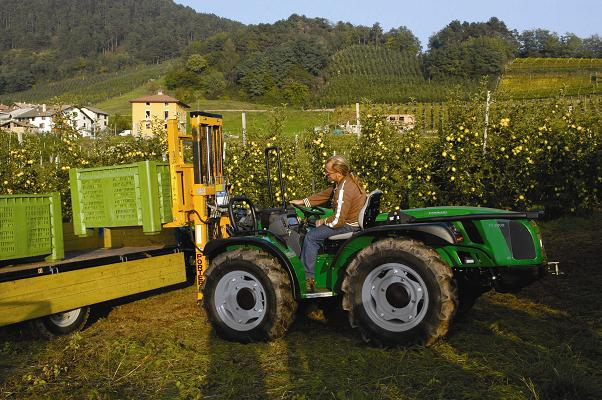
Thor.
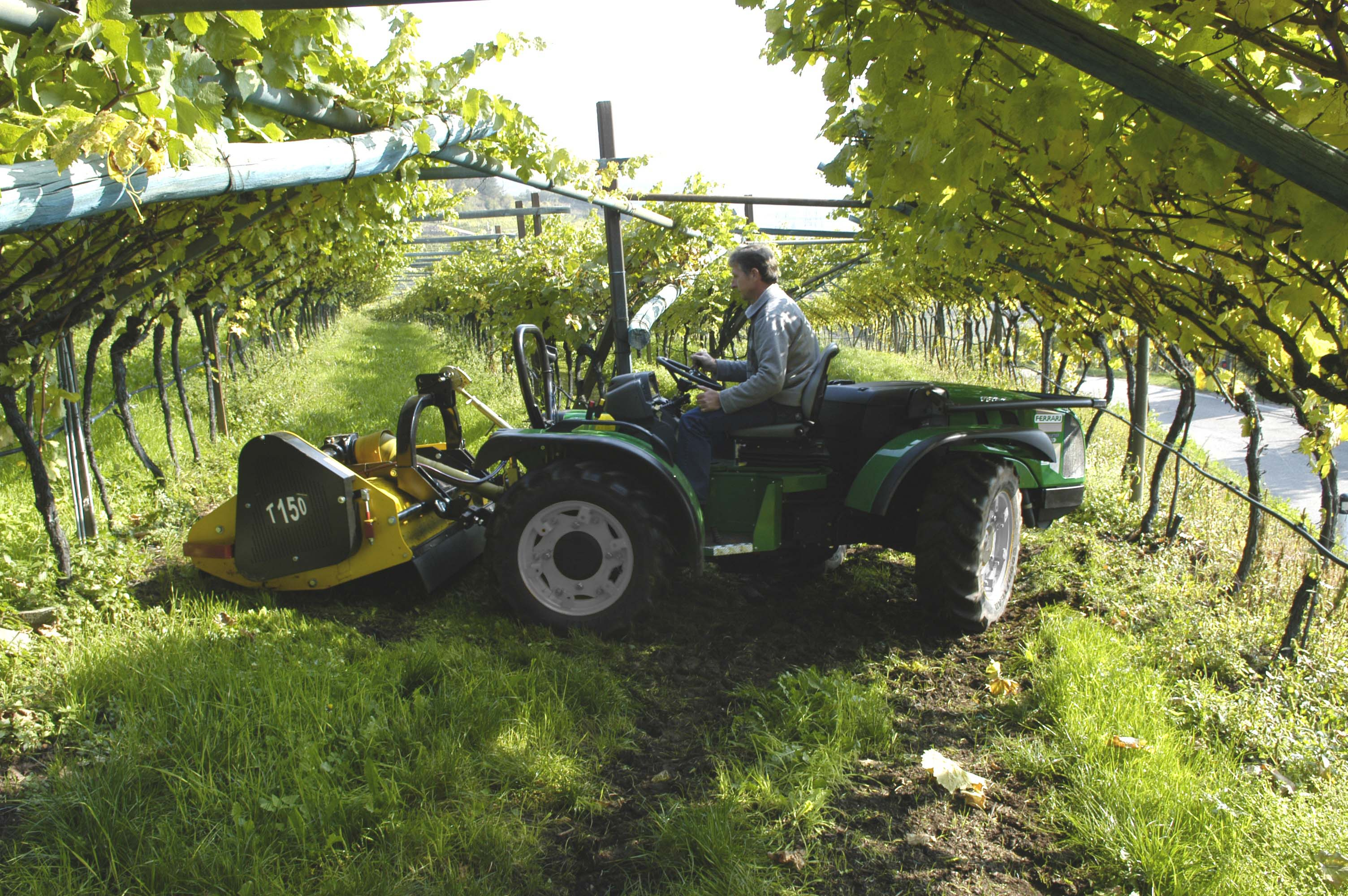
Vega.
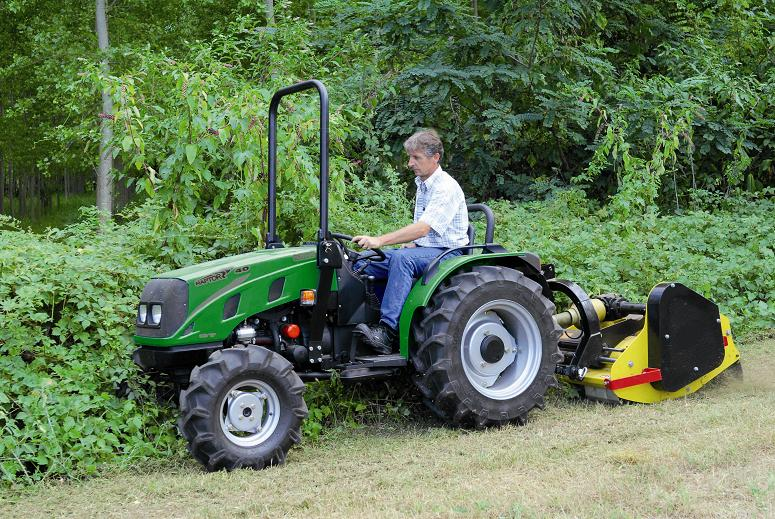
Raptor.
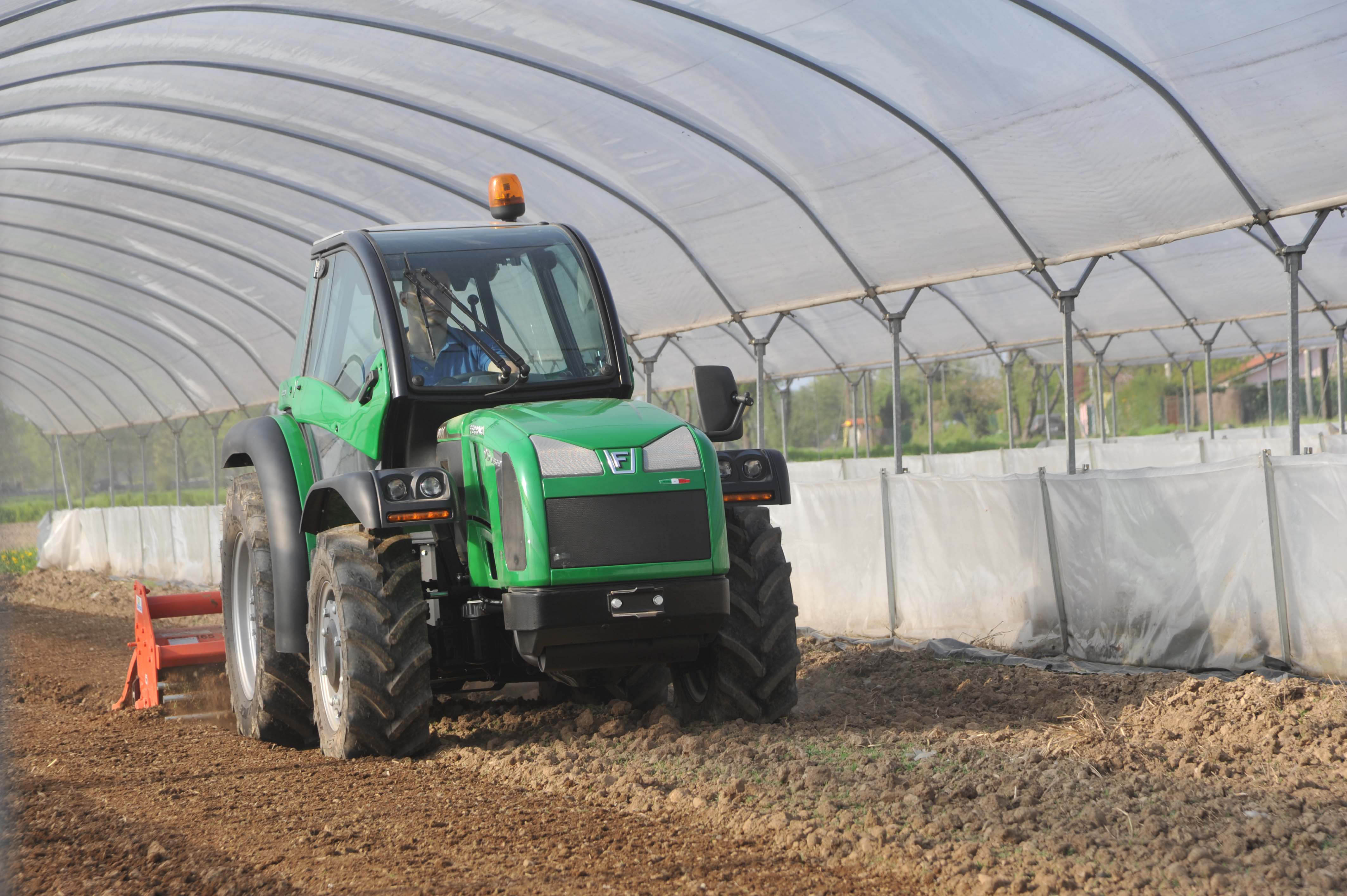
Vega SDT.